# Upemba Nationalpark
Upemba Nationalpark (fransk: Parc national d'Upemba) er en stor nationalpark i provinserne Haut-Lomami, Lualaba og Haut-Katanga (tidligere i Katanga-provinsen) i den sydøstlige del af Demokratiske Republik Congo, tidligere Zaire.

## Geografi
Upemba Nationalpark blev oprettet den 15. maj 1939, og havde da et areal på 17.730 km2. Det var den største nationalpark i Afrika. I juli 1975 blev grænserne revideret, og i dag har den integrerede park et areal på 10.000 km2 med et anneks på yderligere 3.000 km2 .
Den nedre del ligger i Upemba depressionen (en), et frodigt område med søer og moser, inklusive Upembasøen (en), og omgivet af Lualabafloden. Dens højere del er i de tørrere Kibarabjergene.

## Historie
Upemba Nationalpark blev etableret i 1939. Som med meget af regionens dyreliv er parken også i nutiden truet af krybskytters aktiviteter, forurening og flygtninges og militsers aktiviteter.
I de senere år er parken blevet udsat for angreb fra krybskytter og lokale militser. Den 28. maj 2004 blev parkens hovedkvarter i Lusinga udsat for angreb af Mai Mai-militsen. Flere vagter og deres familier blev dræbt, hovedkvarteret blev brændt ned, og overinspektørens familie blev taget som gidsler. Der ligger nogle få landsbyer i parken.
Den 1. juni 2005 modtog parkens administration Abraham Conservation Award for deres rolle i beskyttelsen af den rige biodiversitet i Congobassinet.
I januar 2023 gennemførte hæren i Demokratiske Republik Congo en operation mod Mai Mai Kata Katangaoprørerne, som gemte sig i Kundelungu og Upemba Nationalparkerne.

## Habitat
Parken varierer fra afromontane græsarealer og skove i højderne i Kibara-bjergene; gennem Miombo skove og tropiske regnskove til moser, vådområder, søer og vandløb med flodzoner i de lavere områder. Den er hjemsted for omkring 1.800 forskellige arter, nogle af dem opdaget så sent som i 2003.
Upembasøen har en maksimal dybde på kun 3,2 meter, og det er et sted med intens algevækst. Vandløbene i regionen svinger efter årstiden, og vandstanden i søerne er høj fra marts til juni og lav fra oktober til januar. Mangesøer og damme i området er præget af omfattende sumpe, med papyrus, nilsalat og vandkaltrop blandt andre arter.

### Fauna
Områderne med søer, floder, sumpe og vådområder understøtter en række forskellige fiskearter. Dette omfatter over 30 arter af Cyprinidae, Mormyridae (også kendt som ferskvandselefantfisk), Barbus, Alestidae, Mochokidae og Ciklider.
Fuglearter omfatter adskillige truede eller truede arter, såsom træskonæb, trane og plettet jorddrossel.
Schmidts trynede frø er endemisk i parken.